# 壺問題
確率論や統計学において、壺問題（つぼもんだい、英語: urn problem）は理想化された思考実験の一つである。実際の関心のある対象（原子、人、車など）を、壺などの容器の中に入れた色付きの球として表現し、壺から1つまたはそれ以上の球を取り出す。思考実験の目的は、ある色または別の色を引く確率を、あるいは他のいくつかの特性を決定することである。いくつかの重要なバリエーションを以下で説明する。
壺モデル（英語: urn model）は、壺問題における事象を記述する確率の集合、または壺問題に関連する確率変数の確率分布または分布の集合である。

## 基本壺モデル
確率論における壺モデルでは、壺にはよく混ぜ合わされた x 個の白い球と y 個の黒い球とが入っている。壺から球を1つランダムに取り出し、その色を観察する。取り出した球を壺に戻し（または戻さずに）、選択プロセスを繰り返す。
このモデルでは、次のような問題が生じる可能性がある。
- n 回の観測で白と黒の球の割合を推測できるか? その推測はどの程度の信頼性があるか?
- x と y が既知の場合、特定の順番（例えば、白と黒が交互など）で球を取り出す確率はどれくらいか?
- 球を n 個だけ取り出したとき、その中に黒い球がない可能性はどれくらいだろうか? （最初の問題のバリエーション）

## 壺問題の例
- 二項分布：成功した抽出（試行）の数の分布。すなわち、白と黒の球が入った壺から球を取り出し、壺の中へ戻す試行を n 回行った場合の、白の球の抽出回数の分布。
- ベータ二項分布（英語版）：二項分布の試行の例において、球を壺の中へ戻した上で、取り出した球と同じ色の球を壺に追加して入れる。従って、試行ごとに壺の中の球の数が増える。ポリアの壺モデル（英語版）も参照。
- 多項分布：二項分布と同様であるが、壺の中に3色以上の球が以上ある。
- 超幾何分布：球は取り出した後壺に戻されない。従って、試行ごとに壺の中の球の数が減る。
- 多変量超幾何分布：超幾何分布と同様であるが、壺の中に3色以上の球がある。
- 幾何分布：最初に成功した（正と決めた色の球を取り出した）抽出までの抽出回数。
- 負の二項分布：特定の回数失敗（正と決めた方でない色の球を取り出した）するまでの抽出回数。
- 統計物理学（英語版）：エネルギーおよび速度分布の導出。
- エルズバーグのパラドックス（英語版）
- ポリアの壺（英語版）：特定の色の球を取り出した時に、球を壺の中へ戻した上で、取り出した球と同じ色の球を壺に追加して入れる。
- ホップの壺：ミューテータ (mutator) と呼ばれる種類の球を持つポリヤの壺。ミューテータが取り出されると、球を壺の中へ戻した上で、新しい色の球を壺に追加して入れる。
- 占有問題：k 個の球を n 個の壺にランダムに割り当てた後の占有された壺の数の分布。

## 歴史
ヤコブ・ベルヌーイは『推測法』（Ars Conjectandi、1713年）にて、壺から取り出した石から、壺の中の異なる色の石の割合を決定する問題を検討した。この問題は「逆確率問題」として知られる18世紀の研究のトピックであり、アブラーム・ド・モアブルとトーマス・ベイズが注目した。
ベルヌーイは、主に粘土製の器を意味するラテン語の urna を使用したが、古代ローマでは、 投票用紙やくじを収集するあらゆる種類の器を表す言葉としても使用されていた。現在のイタリア語で投票箱を意味する言葉は urna である。ベルヌーイの発想の元は、宝くじや選挙、あるいは器から球を取き出すギャンブルゲームだったかもしれない。

中世とルネサンス時代のヴェネツィアの選挙（ドージェの選挙を含む）では、多くの場合選挙人は、壺の中に入れられた異なる色の球によるくじで選ばれた。